# エクスポネント・テレグラム
エクスポネント・テレグラム（Exponent-Telegram、またはClarksburg Exponent-Telegram）は、アメリカ合衆国ウェストバージニア州クラークスバーグで発行されている日刊新聞である 。平日1日あたりの発行部数は約14,000部で、日曜版の発行部数は約18,000部である。

## 歴史
エクスポネント・テレグラムは、1927年にクラークスバーグの日刊紙「エクスポネント」と「テレグラム」の合併により誕生した。
「テレグラム」紙は1861年にロバート・ノースコットによって設立された北軍・共和党の週刊誌である「ナショナル・テレグラフ」に始まる。ただし、ノースカットが北軍に参加した後に捉えられ、リビー刑務所に交流されている間は一時的に発行停止されていた。南北戦争の後もノースコットは発行を続け、ロウウェルズの名鑑によれば、ウエストバージニアにおいてもっとも堅実で影響力のある週刊誌とされ「グラント政権を熱心に支援」し税率の保護を行った。
南北戦争の間「ナショナル・テレグラフ」は北軍と共和党の伝達媒体であった。1891年、 Wheeling Intelligencer紙は、テレグラム紙が新しい機械に投資したことに触れウェストバージニアで「最大かつもっとも印刷された」新聞の一つとなったと報じた。
1891年、クラークスバーグの男性グループはノースコットより「テレグラム」を買い取り、10年以上に渡りウェストバージニアの中央においてもっとも著名な新聞に成長する手助けをした。週刊誌テレグラムが成功したことはその所有者に、のちに「クラークスバーグ・デイリー・テレグラム」となる地方紙「クラークスバーグ・デイリー・ポスト」紙の購入を促した。
「エクスポネント」紙は1910年に立ち上げられた。テレグラフより「5倍以上多く」のニュースを受け取れると宣伝し、ライバル紙に対抗した。
1927年、二つの新聞は統合され、民主党派のエクスポネントが朝刊を、共和党派のテレグラム誌が夕刊を受け持つようになり、党派性のない「エクスポネント・テレグラム」が日曜版として発行されるようになった。
テレグラム紙の所有者の一人であったヴァージル・ハイランドは、1927年の統合後には主役となり、のちに同紙の代表となった。これ以降、長くハイランド一族による家族経営が始まる。1930年にヴァージルが死去すると、彼の兄弟のセシル・ハイランドが管理するようになった。1957年にセシルが死去した後は、セシルの息子であるセシル・ハイランド・ジュニアが代表となった。これ以降、事業は拡大し、2019年現在ではウェストバージニア州でもっとも成長したメディア企業である NCWV Mediaとなっている。